# The Energy
The Energy est un gratte-ciel de 217 mètres construit en 2008 à Jakarta en Indonésie